# Csiba István Mihály
Csiba István Mihály (1673. október 28. – Kassa, 1719. augusztus 9.) teológiai doktor, jezsuita rendi tanár.

## Élete
A Jézus társaságába 1692-ben lépett és Nagyszombatban végezte 1694-ben a teologiát, majd ugyanott tanította a bölcseletet és Kassán az erkölcsi hittant és szentírásmagyarázatot.

## Művei
- Tyrnavia nascens, sive Bela II. rex Hungariae cognomento coecus, Tyrnaviae conditor, grata camoena celebratus. Tyrnaviae, 1706 (névtelenűl)
- Tyrnavia crescens, sive quinque Hungariae antistitum, de urbe hac academica literisque praecipue meritorum, gloriosa memoria, panegyrice celebrata. Uo. 1707 (Pázmán péter, Lippai György, Szelepcsényi György, Telegdi János és Pálfi Ferdinánd., névtelenűl)
- Dissertatio historico-physica de admirandis Hungariae aquis. Uo. 1713
- Dissertatio historico-physica de montibus Hungariae, metallis et lapidibus. Uo. 1714